# ژان کلود ون دام: پشت درب‌های بسته
ژان کلود ون دام: پشت درب‌های بسته (انگلیسی: Jean-Claude Van Damme: Behind Closed Doors) یک شوی تلویزیونی واقع‌نما بریتانیایی با حضور ژان کلود ون دام (در سبک مگس روی دیوار) بود و در شبکه ITV4 انگلیس در سال ۲۰۱۱ پخش شد.
در این برنامه مستند به زندگی ژان کلود ون دام ستاره فیلم‌های اکشن می‌پردازد. ون دام خاطراتش از زندگی شخصی‌ و مبارزاتش در ورزش کیک‌بوکسینگ را از سال ۱۹۸۲ به بعد می‌گوید و همچنین به پشت صحنه آخرین فیلم‌های خودش می‌پردازد.

## رسانه‌های خانگی
ژان کلود ون دام: پشت درب‌های بسته عنوان یک مجموعه در دو دیسک در تاریخ ۱۶ مه ۲۰۱۱ منتشر شد.